# Ala Kuusijärvi
Ala Kuusijärvi är en sjö i Pajala kommun i Norrbotten och ingår i Torneälvens huvudavrinningsområde. Ala Kuusijärvi ligger i Torne och Kalix älvsystem Natura 2000-område.